# Tętnica łokciowa

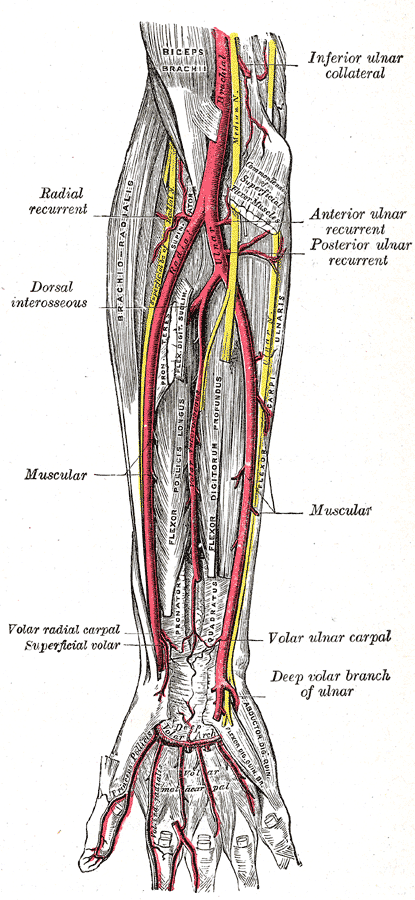
Tętnica promieniowa (na rycinie po lewej) i łokciowa (po prawej)

Tętnica łokciowa (łac. arteria ulnaris) – w anatomii człowieka jedna z dwóch (obok tętnicy promieniowej) większych tętnic biegnących na przedramieniu, będąca przyśrodkową gałęzią końcową tętnicy ramiennej.
Zaczyna się w dole łokciowym, wychodzi z niego pod mięśniem nawrotnym obłym, przechodząc ukośnie w dół i przyśrodkowo, krzyżując także mięsień zginacz promieniowy nadgarstka, mięsień dłoniowy długi i mięsień zginacz powierzchowny palców. Następnie przebiega pionowo w dół po przyśrodkowej stronie przedramienia, pomiędzy mięśniem zginaczem łokciowym nadgarstka a mięśniem zginaczem powierzchownym palców. W jej przebiegu towarzyszą jej dwie żyły łokciowe. Nerw łokciowy w górnej części przedramienia biegnie po łokciowej stronie tętnicy, następnie krzyżuje ją z przodu i w dalszej części towarzyszy jej po stronie promieniowej.
Od tętnicy łokciowej odchodzi tętnica wsteczna łokciowa, tętnica międzykostna wspólna, gałąź dłoniowa nadgarstka, gałąź dłoniowa głęboka, gałąź grzbietowa nadgarstka, a także gałązki do kości, okostnej, skóry i mięśni.
Tętnica łokciowa tworzy zespolenia z tętnicą promieniową za pomocą gałęzi mięśniowych, sieci dłoniowej nadgarstka, sieci grzbietowej nadgarstka, sieci stawowej łokcia, łuku dłoniowego powierzchownego i łuku dłoniowego głębokiego.